# روجه مارتين دو غار
روجه مارتين دو غار (بالفرنسية: Roger Martin du Gard)‏ هو أديب فرنسي ولد يوم 23 مارس 1881 لعائلة محامين وتوفي 22 أغسطس 1958. حصل على جائزة نوبل في الأدب لسنة 1937.

## السيرة

### الدراسات
في عام 1892، التحق روجه مارتين دو غار بمؤسسة كاثوليكية حيث تأثر كثيرا تلميذا لمرسيل هيبيرت.

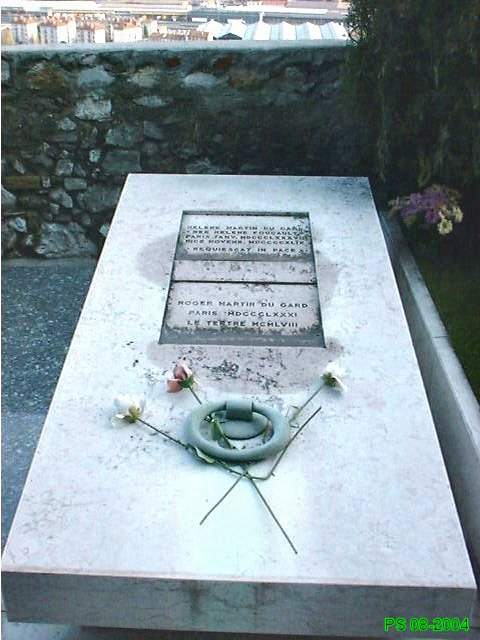
Tombe de l'écrivain au cimetière du monastère de Cimiez.

## روابط خارجية
- روجه مارتين دو غار على موقع الموسوعة البريطانية (الإنجليزية)
- روجه مارتين دو غار على موقع مونزينجر (الألمانية)
- روجه مارتين دو غار على موقع إن إن دي بي (الإنجليزية)
- روجه مارتين دو غار على موقع ديسكوغز (الإنجليزية)